# Động đất Cửu Trại Câu 2017
Trận động đất Cửu Trại Câu năm 2017 xảy ra vào ngày 8 tháng 8 năm 2017, tại thị trấn Chương Cát, Cửu Trại Câu, Ngawa, tỉnh Tứ Xuyên, Trung Quốc. Trận động đất có mức độ 7 Richter và giết chết ít nhất 24 người ở vùng núi phía bắc Tứ Xuyên.

## Trận động đất

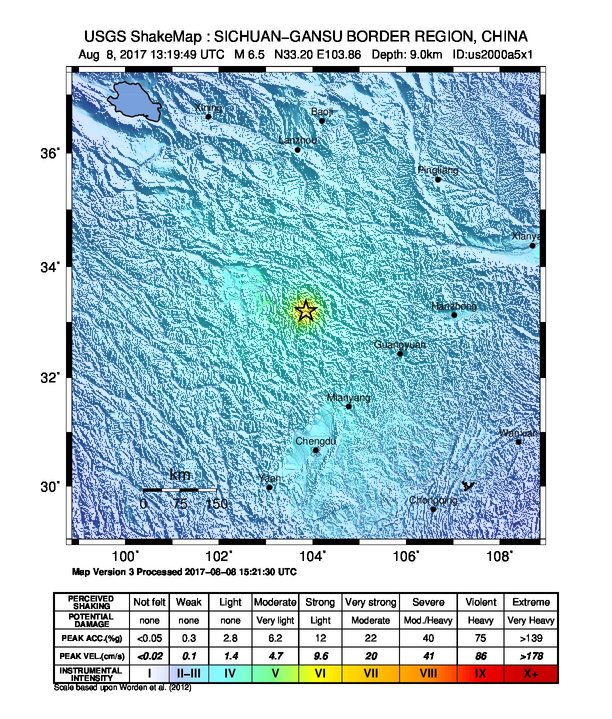
Sự phân bố cường độ địa chấn của trận động đất này, nơi tâm chấn được gắn nhãn bằng một ngôi sao (USGS)

Trận động đất xảy ra lúc 21:19:46 Giờ Chuẩn Trung Quốc vào ngày 8 tháng 8 năm 2017 tại Thị trấn Chương Trát ở huyện Cửu Trại Câu (33°12′B 103°49′Đ / 33,2°B 103,82°Đ) với cường độ 7,0   Các thành phố xa như Lan Châu, Thành Đô và Tây An cảm thấy trận động đất. Tâm chấn nằm cách huyện Cửu Trại Câu 39 km, cách huyện Songpan 66 km, cách huyện Chu Khúc 83 km, cách huyện Zoigê 90 km, cách thành phố Lũng Nam 105 km và cách Thành phố Thành Đô 285 km.

## Bối cảnh
Bắc Tứ Xuyên nằm trong một khu vực có hoạt động kiến tạo cao. Trong khu vực này, cao nguyên Tây Tạng tiếp giáp với mảng Dương Tử với áp lực to lớn tạo thành các đứt gãy dọc theo các cạnh. Huyện Cửu Trại Câu nằm trong dãy núi Mân, một dãy núi được hình thành tại điểm giao cắt của những phay đứt gãy này. Trận động đất tàn khốc năm 1879 ở Cam Túc có tâm chấn khoảng 65 km (40 dặm) về phía đông nơi xảy ra trận động đất Cam Túc 1879. Các khu vực miền núi phía nam của huyện Cửu Trại Câu là tâm chấn của trận động đất ở Tứ Xuyên năm 2008, dẫn đến hàng chục ngàn người thiệt mạng.